# Vuelo 8968 de Merpati Nusantara Airlines
El vuelo 8968 de Merpati Nusantara Airlines fue un vuelo de pasajeros doméstico programado desde Sorong, Papúa Occidental a Kaimana, Indonesia. El sábado 7 de mayo de 2011, el avión que operaba la ruta se estrelló frente a las costas de Papúa Occidental en su aproximación al aeropuerto de Kaimana durante fuertes precipitaciones. Había 21 pasajeros y 4 tripulantes a bordo del avión, de los cuales no hubo sobrevivientes.

## Aeronave
El avión implicado era un Xian MA60 de origen chino matriculado como PK-MZK que había entrado en servicio en octubre de 2010 y había efectuado un total de 615 horas de vuelo hasta el momento del accidente.

## Accidente
La aeronave partió del aeropuerto Sorong-Dominique Edward Osok en Sorong con destino original a Biak, haciendo escalas en el aeropuerto de Kaimana-Utarom en Kaimana y el aeropuerto de Douw Aturure en Nabire. El vuelo despegó a las 12:50 para un vuelo  aproximadamente de una hora y cuatro minutos hasta Kaimana. La altitud de crucero fue de 15.500 pies y el pronóstico del tiempo para Kaimana indicó que había lluvia con una visibilidad de 8 km, la mitad del cielo nuboso cubierto con una base de nubes a 1400 pies, el sureste con vientos a 6 mph y temperatura de 29 °C.
A las 13:25 la tripulación recibió información meteorológica actualizada, indicando que la visibilidad había disminuido a 3-8 km, con nubes cumulonimbus a 1500 pies.
Aproximadamente a las 13:37, el vuelo informó a 7 millas náuticas del aeropuerto, un descenso a una altitud de 8000 pies.
Cinco minutos después, el oficial de servicio de información de vuelo del aeródromo de Kaimana, le informó a la tripulación que todavía estaba lloviendo en el aeropuerto y la visibilidad del suelo era de 2 km.

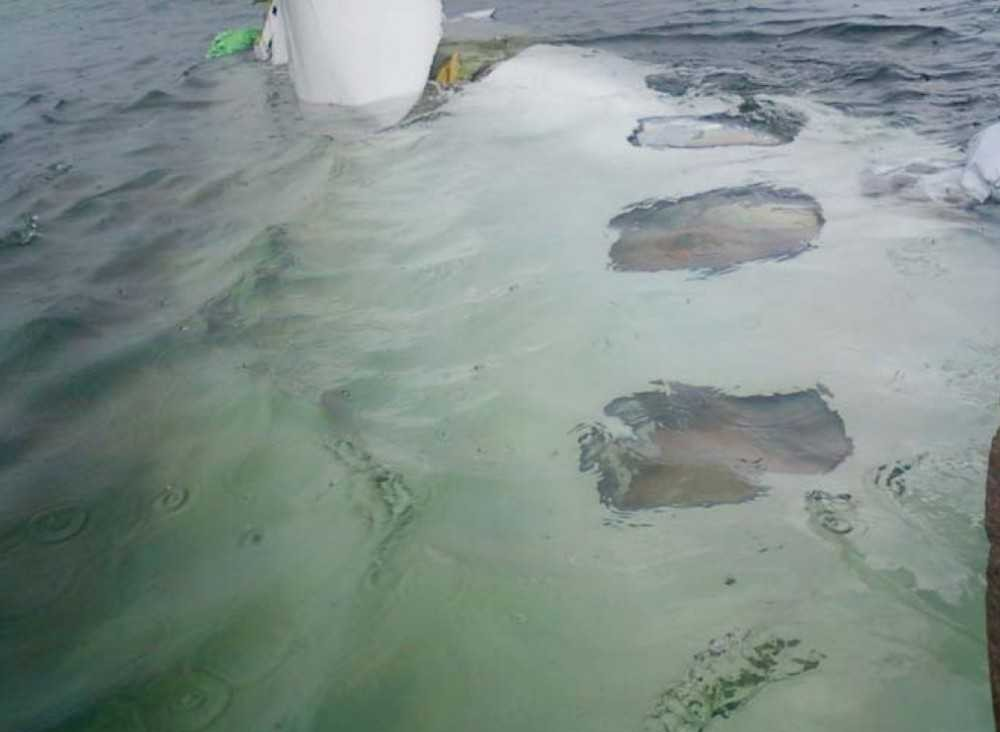
Restos del fuselaje en el mar.

Durante la aproximación a Kaimana, la tripulación de vuelo voló hacia el sur del aeropuerto en un intento de realizar una aproximación visual. El piloto automático se desactivó a una altitud de presión de 960 pies. A 376 pies de altitud de presión, la tripulación decidió interrumpir la aproximación y subió, girando a la izquierda. Se incrementó la potencia del motor y los flaps se retrajeron de 15 a 5 y posteriormente a 0 grados. El tren de aterrizaje también se replegó. El avión rodó hacia la izquierda con un ángulo de inclinación lateral de 11° y aumentó continuamente hasta 38°. La velocidad de descenso aumentó significativamente hasta unos 3000 pies por minuto y el avión finalmente impactó en el mar poco profundo.
El aeropuerto de Kaimana tiene una sola pista de asfalto, con longitud de 5249 pies/1600 m, con aproximaciones en el extremo 01 y el 19, que por ambos lados corre paralela a la costa con el mar y al este está rodeada de montañas. La aeronave se estrelló contra el mar a unos 800 m al suroeste del umbral de la pista 01 y a 550 m de la playa. Se rompió y se hundió a una profundidad de unos 15 metros.

## Muertes
Había 25 personas a bordo del avión, de los cuales 21 eran pasajeros, 4 eran tripulante, y 2 de éstos fueron identificados como técnicos. Entre 15 y 18 cuerpos fueron recuperados en los momentos posteriores al accidente, permaneciendo los restantes atrapados dentro del avión. De los muertos, tres fueron chicos jóvenes, incluyendo un bebé. Se inició una búsqueda con diez lanchas de la armada para recuperar los cuerpos restantes, aunque las dificultades por las condiciones meteorológicas y el equipamiento hicieron estos esfuerzos insatisfactorios.

## Hechos posteriores
La grabadora de vuelo del avión fue recuperada el 9 de mayo tras una búsqueda que se vio obstaculizada por el hecho de que el fuselaje estuviese anclado al lecho marino. Tras el examen preliminar, se descubrió que el contenido de la grabadora estaba encriptado en chino; como resultado, la grabadora fue enviada a China para ser decodificada.
El 10 de mayo, el presidente de la aerolínea, Sardjono Jhony Tjitrokusumo, ofreció disculpas si la causa del accidente fue debido a la compañía, diciendo: «Estoy listo para ofrecer mis disculpas si el error proviene del lado de Merpati».
El 13 de mayo, el gobierno indonesio le ordenó a Merpati Nusantara efectuar inspecciones de seguridad en sus doce aviones MA60. Para determinar el mandato, el presidente Susilo Bambang Yudhoyono dijo que «hace falta un esfuerzo por parte de la compañía y una inspección del mismo tipo que el accidentado [...] Esto es importante para la población para así obtener una explicación clara».

## Causa
La causa del accidente no fue conocido de inmediato; un portavoz del ministerio de transporte de Indonesia afirmó que «todavía desconocemos el motivo del accidente, pero la meteorología era realmente mala en ese momento». La NTSC de Indonesia fue la que se encargó de la investigación.

### Informe final
La NTSC tardó un año en investigar la causa del accidente, publicando en su reporte final las razones por las cuales el avión se estrelló, diciendo que los factores que contribuyeron al accidente son los siguientes:
- El vuelo se realizó el VFR en condiciones que no eran adecuadas para la aproximación visual cuando la visibilidad era de 2 km. En tal situación, no debería haberse intentado un enfoque visual.
- No hubo lectura de listas de verificación ni instrucciones para la tripulación.
- La tripulación de vuelo no era consciente de la situación cuando intentó encontrar la pista y suspendió la aproximación.
- La aproximación frustrada se inició a una altitud de 376 pies de altitud de presión (250 pies de altitud de radio), el piloto abrió la potencia al 70% y el 82% de torsión, seguido de la aleta retraída a 5 y posteriormente a 0. El descenso rápido fue causado principalmente por aumento del ángulo de balanceo hasta 38 grados hacia la izquierda y retracción de los flaps desde la posición 15 a 0.
- Ambos tripulantes tenían poca experiencia y/o tiempo de vuelo en aquel tipo de avión.
- La insuficiencia/ineficacia del programa de formación puede dar lugar a acciones que se desvíen del procedimiento estándar y una regresión al tipo anterior.[15]